# Leichtathletik-U23-Südamerikameisterschaften 2021
Die 9. Leichtathletik-U23-Südamerikameisterschaften fanden vom 16. bis zum 17. Oktober in der ecuadorianischen Stadt Guayaquil statt, womit Ecuador zum zweiten Mal nach 2018 Austragungsort der U23-Südamerikameisterschaften war.

## Ergebnisse

### Männer

#### 100 m
| Platz | Athlet                   | Land | Zeit (s) |
| ----- | ------------------------ | ---- | -------- |
| 1     | Erik Cardoso             | BRA  | 10,25    |
| 2     | Lucas Rodrigues da Silva | BRA  | 10,41    |
| 3     | Anderson Marquinez       | ECU  | 10,46    |
| 4     | Neiker Abello            | COL  | 10,49    |
| 5     | César Almirón            | PAR  | 10,56    |
| 6     | Franco Florio            | ARG  | 10,58    |
| 7     | Noelex Holder            | GUY  | 10,59    |
| 8     | Agustín Pinti            | ARG  | 10,60    |

Datum: 16. Oktober
Wind: +0,2 m/s

#### 200 m
| Platz | Athlet                   | Land | Zeit (s) |
| ----- | ------------------------ | ---- | -------- |
| 1     | Anderson Marquinez       | ECU  | 20,52    |
| 2     | Lucas Rodrigues da Silva | BRA  | 20,69    |
| 3     | Lucas Vilar              | BRA  | 20,99    |
| 4     | Carlos Palacios          | COL  | 21,29    |
| 5     | Katriel Angulo           | ECU  | 21,36    |
| 6     | Franco Florio            | ARG  | 21,41    |
| 7     | Daniel Williams          | GUY  | 21,60    |
| 8     | Franco Camiolo           | ARG  | 21,99    |

Datum: 17. Oktober
Wind: −0,7 m/s

#### 400 m
| Platz | Athlet           | Land | Zeit (s) |
| ----- | ---------------- | ---- | -------- |
| 1     | Douglas Mendes   | BRA  | 47,22    |
| 2     | Javier Gómez     | VEN  | 47,24    |
| 3     | João Cabral      | BRA  | 47,40    |
| 4     | Alan Minda       | ECU  | 48,66    |
| 5     | Daniel Williams  | GUY  | 48,99    |
| 6     | Miguel Maldonado | ECU  | 49,26    |

Datum: 16. Oktober

#### 800 m
| Platz | Athlet              | Land | Zeit (min) |
| ----- | ------------------- | ---- | ---------- |
| 1     | Eduardo Ribeiro     | BRA  | 1:47,78    |
| 2     | Leonardo Santos     | BRA  | 1:48,31    |
| 3     | Estanislao Mendivil | ARG  | 1:49,39    |
| 4     | Marco Vilca         | PER  | 1:49,49    |
| 5     | Ryan López          | VEN  | 1:50,02    |
| 6     | Juan Mena           | COL  | 1:50,04    |
| 7     | Fernando Arevalo    | CHI  | 1:51,68    |
| 8     | Alan Minda          | ECU  | 1:53,72    |

Datum: 17. Oktober

#### 1500 m
| Platz | Athlet             | Land | Zeit (min) |
| ----- | ------------------ | ---- | ---------- |
| 1     | Eduardo Ribeiro    | BRA  | 3:48,44 PB |
| 2     | Leandro Pérez      | ARG  | 3:49,16    |
| 3     | Matheus da Silva   | BRA  | 3:51,13    |
| 4     | Gonzalo Gervasini  | URU  | 3:51,52    |
| 5     | Julio Palomino     | PER  | 3:54,11    |
| 6     | Santiago Rodríguez | COL  | 3:54,69    |
| 7     | Brayan Jara        | CHI  | 3:57,80    |
| 8     | Alan Andachi       | ECU  | 4:02,26    |

Datum. 16. Oktober

#### 5000 m
| Platz         | Athlet           | Land | Zeit (min) |
| ------------- | ---------------- | ---- | ---------- |
| 1             | Edimar Souza     | BRA  | 14:33,44   |
| 2             | Fábio Correia    | BRA  | 14:41,40   |
| 3             | David Ninavia    | BOL  | 14:51,36   |
| 4             | Rolando Ortiz    | COL  | 15:16,49   |
| 5             | Alan Andachi     | ECU  | 15:32,47   |
| 6             | Braulio Villalva | PER  | 16:39,39   |
|               | Frank Lujan      | PER  | DNF        |
| Leandro Pérez | ARG              | DNF  |            |

Datum: 17. Oktober

#### 10.000 m
| Platz | Athlet            | Land | Zeit (min) |
| ----- | ----------------- | ---- | ---------- |
| 1     | Fábio Correia     | BRA  | 30:27,47   |
| 2     | Juliano de Araújo | BRA  | 30:37,09   |
| 3     | David Ninavia     | BOL  | 31:08,34   |
| 4     | Sebastián Barbosa | COL  | 31:08,36   |
| 5     | Alex Caiza        | ECU  | 32:37,68   |
| 6     | Cristian Conteron | ECU  | 33:42,04   |

Datum: 16. Oktober

#### 20.000 m Gehen
| Platz | Athlet                 | Land | Zeit (h)   |
| ----- | ---------------------- | ---- | ---------- |
| 1     | Matheus Correa         | BRA  | 1:24:30,45 |
| 2     | César Herrera          | COL  | 1:25:43,39 |
| 3     | Gonzalo Bustan         | ECU  | 1:30:51,90 |
| 4     | Paulo Henrique Ribeiro | BRA  | 1:36:47,78 |

Datum: 16. Oktober

#### 110 m Hürden
| Platz | Athlet           | Land | Zeit (s) |
| ----- | ---------------- | ---- | -------- |
| 1     | Marcos Herrera   | ECU  | 14,10    |
| 2     | Martín Sáenz     | CHI  | 14,24    |
| 3     | Vinicius Catai   | BRA  | 14,27    |
| 4     | Jhon Paredes     | COL  | 14,28    |
| 5     | Kevin Simisterra | ECU  | 14,55    |
| 6     | Julian Berca     | ARG  | 14,77    |

Datum: 16. Oktober
Wind: +0,7 m/s

#### 400 m Hürden
| Platz | Athlet           | Land | Zeit (s) |
| ----- | ---------------- | ---- | -------- |
| 1     | Francisco Viana  | BRA  | 51,14    |
| 2     | Matheus Liberato | BRA  | 52,15    |
| 3     | César Parra      | VEN  | 52,31    |
| 4     | Cristóbal Muñoz  | CHI  | 52,34    |
| 5     | Byron Preciado   | ECU  | 53,21    |
| 6     | Néider Abello    | COL  | 53,63    |
|       | Edwin Aria       | ECU  | 55,93    |

Datum: 17. Oktober

#### 3000 m Hindernis
| Platz | Athlet           | Land | Zeit (min) |
| ----- | ---------------- | ---- | ---------- |
| 1     | Julio Palomino   | PER  | 8:51,65    |
| 2     | Vinícius Alves   | BRA  | 9:12,09    |
| 3     | Natan Nepomuceno | BRA  | 9:25,21    |
| 4     | Ronald Mamani    | CHI  | 9:38,21    |
| 5     | José Tandazo     | ECU  | 9:50,54    |

Datum: 16. Oktober

#### 4 × 100 m Staffel
| Platz | Land        | Athleten                                                              | Zeit (min) |
| ----- | ----------- | --------------------------------------------------------------------- | ---------- |
| 1     | Kolumbien   | Carlos Flórez Neiker Abello Carlos Palacios Arnovis Dalmero           | 39,90      |
| 2     | Ecuador     | Johan Tejena Anderson Marquínez Katriel Angulo Steeven Salas          | 40,60      |
| 3     | Argentinien | Ezequiel Bustamante Alejo Pafundi Franco Camiolo Franco Florio        | 41,29      |
|       | Brasilien   | Vinícius Moraes Jonathan Bianco Erik Cardoso Lucas Rodrigues da Silva | DSQ        |

Datum: 17. Oktober

#### 4 × 400 m Staffel
| Platz | Land        | Athleten                                                      | Zeit (min) |
| ----- | ----------- | ------------------------------------------------------------- | ---------- |
| 1     | Brasilien   | Evandro Martins Marcos Moraes João Cabral Douglas Mendes      | 3:08,78    |
| 2     | Ecuador     | Katriel Angulo Miguel Maldonado Steeven Salas Alan Minda      | 3:10,63    |
| 3     | Kolumbien   | Néider Abello Juan Mena Ronald Grueso Neiker Abello           | 3:21,28    |
| 4     | Chile       | Martín Sáenz Fernando Arévalo Luis Reyes Cristóbal Muñoz      | 3:24,89    |
| 5     | Argentinien | Julian Berca Franco Camiolo Alejo Pafundi Estanislao Mendivil | 3:24,93    |

Datum: 17. Oktober

#### Hochsprung
| Platz | Athlet           | Land | Höhe (m) |
| ----- | ---------------- | ---- | -------- |
| 1     | Junio Elton      | BRA  | 2,15     |
| 2     | Nicolás Numair   | CHI  | 2,12     |
| 3     | Mena Asprilla    | COL  | 2,09     |
| 4     | Francisco Moraga | CHI  | 2,06     |
| 5     | Angulo Herrera   | ECU  | 2,06     |
| 6     | Maciel Eron      | BRA  | 2,03     |
| 7     | Brayan Ganan     | ECU  | 1,95     |

Datum: 17. Oktober

#### Stabhochsprung
| Platz | Athlet           | Land | Höhe (m) |
| ----- | ---------------- | ---- | -------- |
| 1     | Dyander Pacho    | ECU  | 5,20     |
| 2     | Austin Ramos     | ECU  | 5,20     |
| 3     | Pablo Zaffaroni  | ARG  | 5,00     |
| 4     | Lucca Torres     | BRA  | 5,00     |
| 4     | Guillermo Correa | CHI  | 5,00     |
| 6     | Sebastián Martin | CHI  | 4,80     |
| 7     | Ignacio Sánchez  | PER  | 4,80     |
| 8     | Carlos Carabali  | COL  | 4,70     |

Datum: 16. Oktober

#### Weitsprung
| Platz | Athlet              | Land | Weite (m) |
| ----- | ------------------- | ---- | --------- |
| 1     | Arnovis Dalmero     | COL  | 8,04 NR   |
| 2     | Weslley Beraldo     | BRA  | 7,86      |
| 3     | Gabriel Boza        | BRA  | 7,84      |
| 4     | Jhon Berrío         | COL  | 7,58      |
| 5     | Eubrig Maza         | VEN  | 7,57      |
| 6     | Ezequiel Bustamante | ARG  | 7,17      |
| 7     | Matías González     | CHI  | 7,09      |
| 8     | Gregory Palacios    | ECU  | 6,70      |

Datum: 17. Oktober

#### Dreisprung
| Platz | Athlet            | Land | Weite (m) |
| ----- | ----------------- | ---- | --------- |
| 1     | Geiner Moreno     | COL  | 16,21     |
| 2     | Frixon Chila      | ECU  | 15,83     |
| 3     | Gregory Palacios  | ECU  | 15,78     |
| 4     | Felipe da Silva   | BRA  | 15,22     |
| 5     | Michael Agostinho | BRA  | 15,07     |
| 6     | Luis Reyes        | CHI  | 15,07     |
| 7     | Yoalber Rodríguez | VEN  | 14,61     |

Datum: 16. Oktober

#### Kugelstoßen
| Platz | Athlet               | Land | Weite (m) |
| ----- | -------------------- | ---- | --------- |
| 1     | Nazareno Sasia       | ARG  | 19,11     |
| 2     | Ronaldo Grueso       | COL  | 17,62     |
| 3     | Camilo Reyes         | CHI  | 17,33     |
| 4     | Mauricio Machry      | BRA  | 17,23     |
| 5     | Marcelo Garcia Lopes | CHI  | 17,10     |
| 6     | Adrián Valencia      | COL  | 14,37     |
| 7     | Steven Cevallos      | ECU  | 13,67     |

Datum: 16. Oktober

#### Diskuswurf
| Platz | Athlet             | Land | Weite (m) |
| ----- | ------------------ | ---- | --------- |
| 1     | Lucas Nervi        | CHI  | 60,87 CR  |
| 2     | Alan de Falchi     | BRA  | 58,79     |
| 3     | Nazareno Sasia     | ARG  | 55,24     |
| 4     | Ronald Grueso      | COL  | 54,92     |
| 5     | Lázaro Bonora      | ARG  | 50,04     |
| 6     | Sebastian Juanillo | COL  | 49,18     |
| 7     | Steven Cevallos    | ECU  | 47,54     |
| 7     | Adrián Valencia    | ECU  | 47,54     |

Datum: 17. Oktober

#### Hammerwurf
| Platz | Athlet                  | Land | Weite (m) |
| ----- | ----------------------- | ---- | --------- |
| 1     | Alencar Pereira         | BRA  | 69,81     |
| 2     | Daniel Leal             | CHI  | 63,57     |
| 3     | Julio Nobile            | ARG  | 61,63     |
| 4     | Cristián Suárez         | ECU  | 58,69 PB  |
| 5     | Erick Barbosa           | COL  | 56,41     |
| 6     | João Percegona de Souza | BRA  | 55,01     |
| 7     | Christopher Ambato      | ECU  | 54,22     |

Datum: 16. Oktober

#### Speerwurf
| Platz | Athlet                   | Land | Weite (m) |
| ----- | ------------------------ | ---- | --------- |
| 1     | Luiz Mauricio da Silva   | BRA  | 70,73     |
| 2     | Willam Torres            | ECU  | 69,77     |
| 3     | Antonio Ortiz            | PAR  | 67,81     |
| 4     | Jean Mairongo            | ECU  | 67,58     |
| 5     | Lautaro Techera          | URU  | 66,87     |
| 6     | Pedro Henrique Rodrigues | BRA  | 66,73     |
| 7     | Oneider García           | COL  | 65,47     |

Datum: 16. Oktober

#### Zehnkampf
| Platz | Athlet                | Land | Weite (m) |
| ----- | --------------------- | ---- | --------- |
| 1     | José Santana          | BRA  | 7046      |
| 2     | Julio Angulo          | COL  | 6755      |
| 3     | Jonathan da Silva     | BRA  | 6676      |
|       | Esteban Ibáñez (Gast) | ESA  | 6123      |
| 4     | José España           | ECU  | 5758      |

Datum: 16./17. Oktober

### Frauen

#### 100 m
| Platz | Athletin           | Land | Zeit (s) |
| ----- | ------------------ | ---- | -------- |
| 1     | Anahí Suárez       | ECU  | 11,46    |
| 2     | Gabriela Mourão    | BRA  | 11,77    |
| 3     | Guillermina Cossio | ARG  | 11,79    |
| 4     | Lorraine Martins   | BRA  | 11,83    |
| 5     | Laura Martínez     | COL  | 11,86    |
| 6     | Viafara Shelsy     | COL  | 11,89    |
| 7     | Nicole Chalá       | ECU  | 11,91    |
| 8     | Orangys Jiménez    | VEN  | 12,00    |

Datum: 16. Oktober
Wind: +0,5 m/s

#### 200 m
| Platz | Athletin           | Land | Zeit (s) |
| ----- | ------------------ | ---- | -------- |
| 1     | Anahí Suárez       | ECU  | 23,24    |
| 2     | Letícia Lima       | BRA  | 23,54    |
| 3     | Guillermina Cossio | ARG  | 23,98    |
| 4     | Tiffani Marinho    | BRA  | 24,54    |
| 5     | Martina Coronato   | URU  | 24,73    |
| 6     | Anaís Hernández    | CHI  | 24,69    |
| 7     | Leticia Arispe     | BOL  | 24,90    |
| 8     | Nicole Caicedo     | ECU  | 24,91    |

Datum: 17. Oktober
Wind: +0,3 m/s

#### 400 m
| Platz | Athletin          | Land | Zeit (s) |
| ----- | ----------------- | ---- | -------- |
| 1     | Angie Palacios    | COL  | 52,79 PB |
| 2     | Maria de Sena     | BRA  | 52,86    |
| 3     | Martina Weil      | CHI  | 53,47    |
| 4     | Rita Silva        | BRA  | 54,36    |
| 5     | Génesis Gutiérrez | VEN  | 56,02    |
| 6     | Evelin Mercado    | ECU  | 57,02    |
| 7     | Yanuelys Montilla | VEN  | 57,70    |
| 8     | Xiomara Ibarra    | ECU  | 59,18    |

Datum: 16. Oktober

#### 800 m
| Platz | Athletin            | Land | Zeit (min) |
| ----- | ------------------- | ---- | ---------- |
| 1     | Berdine Castillo    | CHI  | 2:05,98 PB |
| 2     | Isabelle de Almeida | BRA  | 2:07,68    |
| 3     | Anita Poma          | PER  | 2:09,92    |
| 4     | Laura Acuña         | CHI  | 2:10,49    |
| 5     | Yeimy Echeverry     | COL  | 2:12,06    |
| 6     | Tania Guasace       | BOL  | 2:14,62    |
| 7     | Angeli Garrido      | VEN  | 2:14,98    |
| 8     | Emily da Silva      | BRA  | 2:17,09    |

Datum: 17. Oktober

#### 1500 m
| Platz | Athletin            | Land | Zeit (min) |
| ----- | ------------------- | ---- | ---------- |
| 1     | Laura Acuña         | CHI  | 4:27,56    |
| 2     | Isabelle de Almeida | BRA  | 4:30,13    |
| 3     | Gabriela Tardivo    | BRA  | 4:31,13    |
| 4     | Montserrat Sabag    | CHI  | 4:33,13    |
| 5     | Grace Achote        | ECU  | 4:43,73    |
| 6     | Wendy Criollo       | ECU  | 4:52,88    |

Datum: 16. Oktober

#### 5000 m
| Platz | Athletin                 | Land | Zeit (min) |
| ----- | ------------------------ | ---- | ---------- |
| 1     | Maria Lucineida da Silva | BRA  | 16:51,67   |
| 2     | Sofia Mamani             | PER  | 16:57,07   |
| 3     | Laura Espinosa           | COL  | 17:04,85   |
| 4     | Sofia Luizaga            | BOL  | 17:35,78   |
| 5     | Lizbeth Vicuna           | ECU  | 17:44,62   |
| 6     | Estefania Aristizabal    | COL  | 18:04,45   |
| 7     | Grace Achote             | ECU  | 18:07,05   |
| 8     | Mirelle Leite            | BRA  | 18:15,75   |

Datum: 17. Oktober

#### 10.000 m
| Platz | Athletin                 | Land | Zeit (min) |
| ----- | ------------------------ | ---- | ---------- |
| 1     | Maria Lucineida da Silva | BRA  | 35:25,83   |
| 2     | Sofia Luizaga            | BOL  | 36:07,26   |
| 3     | Virginia Huatorongo      | PER  | 36:28,07   |
| 4     | Angie Restrepo           | COL  | 37:29,90   |
| 5     | Fabricia Stedille        | BRA  | 37:41,66   |
| 6     | Anna Tenorio             | ECU  | 38:59,41   |
| 7     | Alexandra Aucannzhala    | ECU  | 41:02,98   |
|       | Alejandra Sierra         | COL  | DNF        |

Datum: 16. Oktober

#### 20.000 m Gehen
| Platz | Athletin       | Land | Zeit (h)      |
| ----- | -------------- | ---- | ------------- |
| 1     | Glenda Morejón | ECU  | 1:32:01,67 CR |
| 2     | Maryluz Andia  | PER  | 1:35:27,73    |
| 3     | Mayra Quispe   | BOL  | 1:36:27,48    |
| 4     | Paula Torres   | ECU  | 1:36:54,22    |
| 5     | Laura Chalarca | COL  | 1:38:24,46    |
| 6     | Gabriela Muniz | BRA  | 1:43:31,42    |
| 7     | Thaissa Cunha  | BRA  | 1:47:33,84    |

Datum: 17. Oktober

#### 100 m Hürden
| Platz | Athletin           | Land | Zeit (s) |
| ----- | ------------------ | ---- | -------- |
| 1     | Ketiley Batista    | BRA  | 13,45    |
| 2     | Nicole Caicedo     | ECU  | 13,98    |
| 3     | Daniele Campigotto | BRA  | 14,44    |
| 4     | Thaynara Zoch      | BOL  | 14,93    |

Datum: 16. Oktober
Wind: +2,4 m/s

#### 400 m Hürden
| Platz | Athletin          | Land | Zeit (s) |
| ----- | ----------------- | ---- | -------- |
| 1     | Chayenne da Silva | BRA  | 56,99    |
| 2     | Valeria Cabezas   | COL  | 57,83    |
| 3     | Marlene Santos    | BRA  | 59,60    |
| 4     | Andreina Minda    | ECU  | 59,80 PB |
| 5     | Génesis Gutiérrez | VEN  | 61,59    |
| 6     | Adriana Alajo     | ECU  | 64,34    |

Datum. 17. Oktober

#### 3000 m Hindernis
| Platz | Athletin         | Land | Zeit (min) |
| ----- | ---------------- | ---- | ---------- |
| 1     | Mirelle Leite    | BRA  | 10:28,93   |
| 2     | Clara Baiocchi   | ARG  | 10:41,61   |
| 3     | Stefany López    | COL  | 10:44,79   |
| 4     | Verónica Huacasi | PER  | 10:46,36   |
| 5     | Leydi Raura      | ECU  | 10:56,21   |
| 6     | Gabriela Tardivo | BRA  | 10:59,05   |
| 7     | Lizbeth Vicuna   | ECU  | 11:11,40   |
| 8     | Jimena Biglieri  | URU  | 12:44,31   |

Datum: 16. Oktober

#### 4 × 100 m Staffel
| Platz | Land      | Athleten                                                     | Zeit (s) |
| ----- | --------- | ------------------------------------------------------------ | -------- |
| 1     | Brasilien | Vida Caetano Lorraine Martins Letícia Lima Gabriela Mourão   | 44,48    |
| 2     | Ecuador   | Nicole Chalá Katherine Chillambo Nicole Caicedo Anahí Suárez | 45,90    |
| 3     | Chile     | Rocío Muñoz Martina Weil Anaís Hernández María Hurtado       | 46,06    |
| 4     | Kolumbien | Valeria Cabezas Laura Martínez Angie Palacios Viafara Shelsy | 46,09    |

Datum: 17. Oktober

#### 4 × 400 m Staffel
| Platz | Land      | Athleten                                                     | Zeit (min) |
| ----- | --------- | ------------------------------------------------------------ | ---------- |
| 1     | Brasilien | Rita Silva Tiffani Marinho Giovana dos Santos Maria de Sena  | 3:38,28    |
| 2     | Chile     | Rocío Muñoz Berdine Castillo Anaís Hernández Martina Weil    | 3:41,48    |
| 3     | Kolumbien | Valeria Cabezas Stefany López Yeimy Echeverry Angie Palacios | 3:46,19    |
| 4     | Ecuador   | Adriana Alajo Evelin Mercado Andreina Minda Xiomara Ibarra   | 3:47,85    |

Datum: 17. Oktober

#### Hochsprung
| Platz | Athletin           | Land | Höhe (m) |
| ----- | ------------------ | ---- | -------- |
| 1     | Jennifer Rodríguez | COL  | 1,80     |
| 2     | Arielly Monteiro   | BRA  | 1,77     |
| 3     | Olivia García      | CHI  | 1,74     |
| 4     | Silvina Gil        | URU  | 1,68     |
| 5     | Gabriela de Sá     | BRA  | 1,65     |
| 6     | Emily Desiderio    | ECU  | 1,60     |

Datum. 16. Oktober

#### Stabhochsprung
| Platz | Athletin          | Land | Höhe (m) |
| ----- | ----------------- | ---- | -------- |
| 1     | Isabel de Quadros | BRA  | 4,25 PB  |
| 2     | Karen Bedoya      | COL  | 3,95     |
| 3     | Antonia Crestani  | CHI  | 3,90     |
| 4     | Javiera Contreras | CHI  | 3,90     |
| 5     | Marcela Nazarit   | COL  | 3,70     |
| 6     | Sophia Salvi      | BRA  | 3,70     |

Datum: 17. Oktober

#### Weitsprung
| Platz | Athletin         | Land | Weite (m) |
| ----- | ---------------- | ---- | --------- |
| 1     | Thaina Fernandes | BRA  | 6,44 w    |
| 2     | Lissandra Campos | BRA  | 6,33      |
| 3     | Chantoba Bright  | GUY  | 6,09      |
| 4     | María Hurtado    | CHI  | 6,05      |
| 5     | Rocío Muñoz      | CHI  | 6,00 w    |
| 6     | Thaynara Zoch    | BOL  | 5,87      |
| 7     | Kiara Rodríguez  | ECU  | 5,87      |
| 8     | Fernanda Maita   | VEN  | 5,70      |

Datum. 16. Oktober

#### Dreisprung
| Platz | Athletin         | Land | Weite (m) |
| ----- | ---------------- | ---- | --------- |
| 1     | Nerisnelia Sousa | BRA  | 13,15     |
| 2     | Chantoba Bright  | GUY  | 13,08     |
| 3     | Leidy Cuesta     | COL  | 12,80     |
| 4     | Fernanda Maita   | VEN  | 12,62     |
| 5     | Kiara Lastra     | ECU  | 12,55     |
| 6     | Mariana Muller   | BRA  | 12,49     |
| 7     | Melany Yugcha    | ECU  | 11,72     |

Datum: 17. Oktober

#### Kugelstoßen
| Platz | Athletin        | Land | Weite (m) |
| ----- | --------------- | ---- | --------- |
| 1     | Maria de Aviz   | BRA  | 16,28     |
| 2     | Milena Sens     | BRA  | 15,92     |
| 3     | Lorna Zurita    | ECU  | 14,79     |
| 4     | Javiera Bravo   | CHI  | 13,56     |
| 5     | Yosiris Cordoba | COL  | 13,39     |
| 6     | Esteisy Salas   | COL  | 13,21     |
| 7     | Fedra Florentin | PAR  | 13,04     |
| 8     | Salomey Bol     | ECU  | 12,55     |

Datum: 16. Oktober

#### Diskuswurf
| Platz | Athletin         | Land | Weite (m) |
| ----- | ---------------- | ---- | --------- |
| 1     | Catalina Bravo   | CHI  | 55,38     |
| 2     | Yosiris Cordoba  | COL  | 54,65     |
| 3     | Valquiria Meurer | BRA  | 53,27     |
| 4     | Merari Herrera   | ECU  | 53,02 PB  |
| 5     | Ingrid Martins   | BRA  | 50,96     |
| 6     | Brigidh Mayorga  | COL  | 46,72     |

Datum: 16. Oktober

#### Hammerwurf
| Platz | Athletin               | Land | Weite (m) |
| ----- | ---------------------- | ---- | --------- |
| 1     | Carolina Ulloa         | COL  | 62,51     |
| 2     | Ximena Zorrilla        | PER  | 60,57     |
| 3     | Valentina Claveria     | CHI  | 58,22     |
| 4     | Alejandra Vargas       | VEN  | 56,44     |
| 5     | Ana da Silva           | BRA  | 56,00     |
| 6     | Nereida Santa          | ECU  | 55,22     |
| 7     | Jennifer Barahona      | COL  | 52,72     |
| 8     | Tânia Ancelmo da Silva | BRA  | 52,08     |

Datum. 16. Oktober

#### Speerwurf
| Platz | Athletin          | Land | Weite (m) |
| ----- | ----------------- | ---- | --------- |
| 1     | Juleisy Ángulo    | ECU  | 54,52     |
| 2     | Valentina Barrios | COL  | 53,59     |
| 3     | Deisiane Teixeira | BRA  | 52,79     |
| 4     | Luceris Suárez    | COL  | 51,90     |
| 5     | Bruna de Jesús    | BRA  | 45,21     |
| 6     | Itati Rivadeneira | ECU  | 39,47     |

Datum: 16. Oktober

#### Siebenkampf
| Platz | Athletin        | Land | Punkte |
| ----- | --------------- | ---- | ------ |
| 1     | Sara García     | COL  | 5219   |
| 2     | Naiuri Krein    | BRA  | 5147   |
| 3     | Larissa Macena  | BRA  | 5108   |
| 4     | Jaylyn Castro   | ECU  | 3849   |
| 5     | Violeta Aranda  | ARG  | 3826   |
| 6     | Génesis Foronda | ECU  | 3628   |

Datum: 17./18. Oktober

## Mixed

### 4 × 400 m Staffel
| Platz | Land        | Athleten                                                            | Zeit (min) |
| ----- | ----------- | ------------------------------------------------------------------- | ---------- |
| 1     | Brasilien   | Evandro Martins Tiffani Marinho Giovana dos Santos Marcos Moraes    | 3:25,09    |
| 2     | Ecuador     | Freddy Vásquez Evelin Mercado Andreina Minda Steeven Salas          | 3:39,19    |
| 3     | Argentinien | Guillermina Cossio Estanislao Mendivil Clara Baiocchi Alejo Pafundi | 4:06,66    |

Datum: 16. Oktober